# San Antonio, Huejutla de Reyes
San Antonio är en ort i Mexiko.   Den ligger i kommunen Huejutla de Reyes och delstaten Hidalgo, i den sydöstra delen av landet, 210 km norr om huvudstaden Mexico City. San Antonio ligger 151 meter över havet och antalet invånare är 328.
Terrängen runt San Antonio är kuperad söderut, men norrut är den platt. Runt San Antonio är det ganska tätbefolkat, med 65 invånare per kvadratkilometer. Närmaste större samhälle är Huejutla de Reyes, 7,5 km väster om San Antonio. Omgivningarna runt San Antonio är en mosaik av jordbruksmark och naturlig växtlighet.